# Museo de Arte Moderno de Bogotá

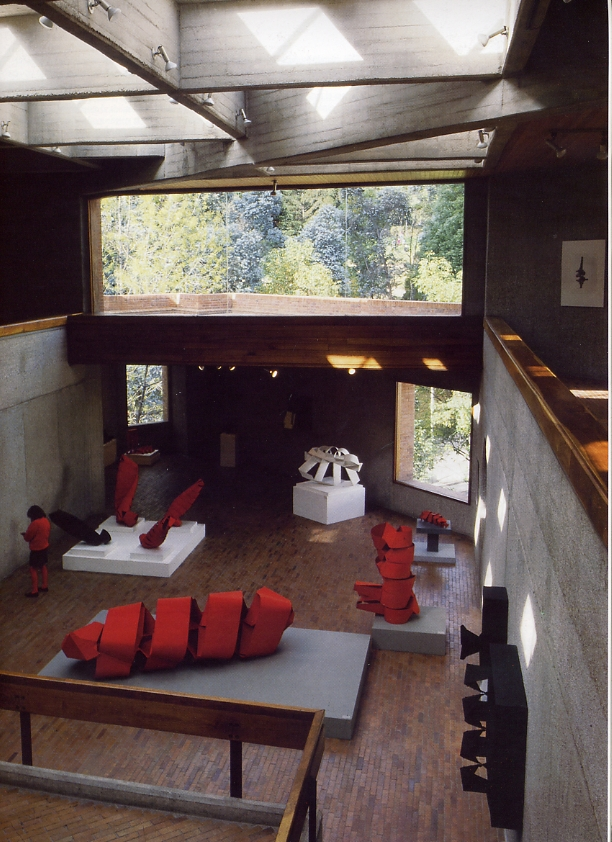
Innenansicht des Museo de Arte Moderno de Bogotá

Das Museo de Arte Moderno de Bogotá, kurz MAMBO, (deutsch: Museum für Moderne Kunst Bogotá) wurde 1953 von der Kunstkritikerin Marta Traba gegründet und 1957 nochmals von ihr umgestaltet. Der Sitz des Museums wechselte einige Male. Aktuell liegt es an der Calle 24 Nº 6 - 00. Seit 1985 hat das Haus eine Fläche von 5.000 Quadratmetern, die sich auf vier Stockwerke verteilt. Geleitet wurde es von 1969 bis 2016 durch Gloria Zea.
Das Museum besitzt eine große Sammlung zeitgenössischer Kunst, unter anderem Arbeiten von Fernando Botero, Enrique Grau, David Manzur, Ana Mercedes Hoyos, Eduardo Ramírez Villamizar, Edgar Negret, María de la Paz Jaramillo. Außerdem bietet das Museum Weiterbildung und Videokunstveranstaltungen an.